# Plavání na mistrovství světa v plaveckých sportech 2023
Závody v plavání v olympijském 50 m bazénu na mistrovství světa v plaveckých sportech za rok 2023 proběhly ve Fukuoce, Japonsko ve dnech 23. až 30. července 2023.

## Výsledky

### Individuální disciplíny
| Muži                 | Zlato                        | Zlato    | Stříbro                                                         | Stříbro  | Bronz                       | Bronz    |
| -------------------- | ---------------------------- | -------- | --------------------------------------------------------------- | -------- | --------------------------- | -------- |
| 50 m volný způsob    | Cameron McEvoy (AUS)         | 21,06    | John Alexy (USA)                                                | 21,57    | Benjamin Proud (GBR)        | 21,58    |
| 100 m volný způsob   | Kyle Chalmers (AUS)          | 47,15    | John Alexy (USA)                                                | 47,31    | Maxime Grousset (FRA)       | 47,42    |
| 200 m volný způsob   | Matthew Richards (GBR)       | 1:44,30  | Thomas Dean (GBR)                                               | 1:44,32  | Hwang Son-u (KOR)           | 1:44,42  |
| 400 m volný způsob   | Samuel Short (AUS)           | 3:40,68  | Ahmed Hafnáví (TUN)                                             | 3:40,70  | Lukas Märtens (GER)         | 3:42,20  |
| 800 m volný způsob   | Ahmed Hafnáví (TUN)          | 7:37,00  | Samuel Short (AUS)                                              | 7:37,76  | Robert Finke (USA)          | 7:38,67  |
| 1500 m volný způsob  | Ahmed Hafnáví (TUN)          | 14:31,54 | Robert Finke (USA)                                              | 14:31,59 | Samuel Short (AUS)          | 14:37,28 |
| 50 m znak            | Hunter Armstrong (USA)       | 24,05    | Justin Ress (USA)                                               | 24,24    | Sü Ťia-jü (CHN)             | 24,50    |
| 100 m znak           | Ryan Murphy (USA)            | 52,22    | Thomas Ceccon (ITA)                                             | 52,27    | Hunter Armstrong (USA)      | 52,58    |
| 200 m znak           | Hubert Kós (HUN)             | 1:54,14  | Ryan Murphy (USA)                                               | 1:54,83  | Roman Miťukov (SUI)         | 1:55,34  |
| 50 m motýlek         | Thomas Ceccon (ITA)          | 22,68    | Diogo Ribeiro (POR)                                             | 22,80    | Maxime Grousset (FRA)       | 22,82    |
| 100 m motýlek        | Maxime Grousset (FRA)        | 50,14    | Joshua Liendo (CAN)                                             | 50,34    | Dare Rose (USA)             | 50,46    |
| 200 m motýlek        | Léon Marchand (FRA)          | 1:52,43  | Krzysztof Chmielewski (POL)                                     | 1:53,62  | Tomoru Honda (JPN)          | 1:53,66  |
| 50 m prsa            | Čchin Chaj-jang (CHN)        | 26,29    | Nicolas Fink (USA)                                              | 26,59    | Sun Ťia-ťün (CHN)           | 26,79    |
| 100 m prsa           | Čchin Chaj-jang (CHN)        | 57,69    | Nicolò Martinenghi (ITA) Arno Kamminga (NED) Nicolas Fink (USA) | 58,72    | —                           | —        |
| 200 m prsa           | Čchin Chaj-jang (CHN)        | 2:05,48  | Izaac Stubblety-Cook (AUS)                                      | 2:06,40  | Matthew Fallon (USA)        | 2:07,74  |
| 200 m polohový závod | Léon Marchand (FRA)          | 1:54,82  | Duncan Scott (GBR)                                              | 1:55,95  | Thomas Dean (GBR)           | 1:56,07  |
| 400 m polohový závod | Léon Marchand (FRA)          | 4:02,50  | Carson Foster (USA)                                             | 4:06,56  | Daija Seto (JPN)            | 4:09,41  |
| Ženy                 | Zlato                        | Zlato    | Stříbro                                                         | Stříbro  | Bronz                       | Bronz    |
| 50 m volný způsob    | Sarah Sjöströmová (SWE)      | 23,62    | Shayna Jacková (AUS)                                            | 24,10    | Čang Jü-fej (CHN)           | 24,15    |
| 100 m volný způsob   | Mollie O'Callaghanová (AUS)  | 52,16    | Siobhán Haugheyová (HKG)                                        | 52,49    | Marrit Steenbergenová (NED) | 52,71    |
| 200 m volný způsob   | Mollie O'Callaghanová (AUS)  | 1:52,85  | Ariarne Titmusová (AUS)                                         | 1:53,01  | Summer McIntoshová (CAN)    | 1:53,65  |
| 400 m volný způsob   | Ariarne Titmusová (AUS)      | 3:55,38  | Kathleen Ledecká (USA)                                          | 3:58,73  | Erika Fairweatherová (NZL)  | 3:59,59  |
| 800 m volný způsob   | Kathleen Ledecká (USA)       | 8:08,87  | Li Ping-ťie (CHN)                                               | 8:13,31  | Ariarne Titmusová (AUS)     | 8:13,59  |
| 1500 m volný způsob  | Kathleen Ledecká (USA)       | 15:26,27 | Simona Quadarellaová (ITA)                                      | 15:43,31 | Li Ping-ťie (CHN)           | 15:45,71 |
| 50 m znak            | Kaylee McKeownová (AUS)      | 27,08    | Regan Smithová (USA)                                            | 27,11    | Lauren Coxová (GBR)         | 27,20    |
| 100 m znak           | Kaylee McKeownová (AUS)      | 57,53    | Regan Smithová (USA)                                            | 57,78    | Katharine Berkoffová (USA)  | 58,25    |
| 200 m znak           | Kaylee McKeownová (AUS)      | 2:03,85  | Regan Smithová (USA)                                            | 2:04,94  | Pcheng Sü-wej (CHN)         | 2:06,74  |
| 50 m motýlek         | Sarah Sjöströmová (SWE)      | 24,77    | Čang Jü-fej (CHN)                                               | 25,05    | Gretchen Walshová (USA)     | 25,46    |
| 100 m motýlek        | Čang Jü-fej (CHN)            | 56,12    | Margaret Mac Neilová (CAN)                                      | 56,45    | Victoria Huskeová (USA)     | 56,61    |
| 200 m motýlek        | Summer McIntoshová (CAN)     | 2:04,06  | Elizabeth Dekkersová (AUS)                                      | 2:05,46  | Regan Smithová (USA)        | 2:06,58  |
| 50 m prsa            | Rūta Meilutisová (LTU)       | 29,16    | Lillia Kingová (USA)                                            | 29,94    | Benedetta Pilatová (ITA)    | 30,04    |
| 100 m prsa           | Rūta Meilutisová (LTU)       | 1:04,62  | Tatjana Schoenmakerová (RSA)                                    | 1:05,84  | Lydia Jacobyová (USA)       | 1:05,94  |
| 200 m prsa           | Tatjana Schoenmakerová (RSA) | 2:20,80  | Katherine Douglassová (USA)                                     | 2:21,23  | Tes Schoutenová (NED)       | 2:21,63  |
| 200 m polohový závod | Katherine Douglassová (USA)  | 2:07,17  | Alexandra Walshová (USA)                                        | 2:07,97  | Jü I-tching (CHN)           | 2:08,74  |
| 400 m polohový závod | Summer McIntoshová (CAN)     | 4:27,11  | Kathryn Grimesová (USA)                                         | 4:31,41  | Jenna Forresterová (AUS)    | 4:32,30  |

### Štafety
| Muži                   | Zlato | Zlato   | Stříbro | Stříbro | Bronz | Bronz   |
| ---------------------- | --- | ------- | --- | ------- | --- | ------- |
| 4×100 m volný způsob   | Austrálie (AUS) Jack Cartwright Flynn Southam Kai Taylor Kyle Chalmers Matthew Temple                                                                       | 3:10,16 | Itálie (ITA) Alessandro Miressi Manuel Frigo Lorenzo Zazzeri Thomas Ceccon Leonardo Deplano Manuel Frigo                                       | 3:10,49 | USA (USA) Ryan Held John Alexy Christopher Guiliano Matthew King Destin Lasco Justin Ress                                                  | 3:10,81 |
| 4×200 m volný způsob   | Spojené království (GBR) Duncan Scott Matthew Richards James Guy Thomas Dean Joe Litchfield                                                                 | 6:59,08 | USA (USA) Lukas Hobson Carson Foster Jacob Mitchell Kieran Smith Drew Kibler Baylor Nelson Henry McFadden                                      | 7:00,02 | Austrálie (AUS) Kai Taylor Kyle Chalmers Alexander Graham Thomas Neill Flynn Southam Elijah Winnington                                     | 7:02,13 |
| 4×100 m polohový závod | USA (USA) Ryan Murphy Nicolas Fink Dare Rose John Alexy Hunter Armstrong Joshua Matheny Thomas Heilman Matthew King                                         | 3:27,20 | Čína (CHN) Sü Ťia-jü Čchin Chaj-jang Wang Čchang-chao Pchan Čan-le Jen C'-pej Sun Ťia-ťün Wang Chao-jü                                         | 3:29,00 | Austrálie (AUS) Bradley Woodward Izaac Stubblety-Cook Matthew Temple Kyle Chalmers Samuel Williamson Kai Taylor                            | 3:29,62 |
| Ženy                   | Zlato | Zlato   | Stříbro | Stříbro | Bronz | Bronz   |
| 4×100 m volný způsob   | Austrálie (AUS) Mollie O'Callaghanová Shayna Jacková Meg Harrisová Emma McKeonová Brianna Throssellová Madison Wilsonová                                    | 3:27,96 | USA (USA) Gretchen Walshová Abbigail Weitzeilová Olivia Smoligaová Katherine Douglassová Victoria Huskeová Maxine Parkerová                    | 3:31,93 | Čína (CHN) Čcheng Jü-ťie Jang Ťün-süan Wu Čching-feng Čang Jü-fej Aj Jen-chan Ču Meng-chuej                                                | 3:32,40 |
| 4×200 m volný způsob   | Austrálie (AUS) Mollie O'Callaghanová Shayna Jacková Brianna Throssellová Ariarne Titmusová Madi Wilsonová Lani Pallisterová Kiah Melvertonová              | 7:37,50 | USA (USA) Erin Gemmellová Kathleen Ledecká Arabella Simsová Alexandra Shackellová Leah Smithová Anna Peplowská                                 | 7:41,38 | Čína (CHN) Li Ping-ťie Li Ťia-pching Aj Jen-chan Liou Ja-sin Jang Pchej-čchi Ke Čchu-tchung                                                | 7:44,40 |
| 4×100 m polohový závod | USA (USA) Regan Smithová Lillia Kingová Gretchen Walshová Katherine Douglassová Katharine Berkoffová Lydia Jacobyová Victoria Huskeová Abbigail Weitzeilová | 3:52,08 | Austrálie (AUS) Kaylee McKeownová Abbigail Harkinová Emma McKeonová Mollie O'Callaghanová Madison Wilsonová Brianna Throssellová Meg Harrisová | 3:53,37 | Kanada (CAN) Kylie Masseová Sophie Angusová Margaret Mac Neilová Summer McIntoshová Ingrid Wilmová Mary-Sophie Harveyová                   | 3:54,12 |
| Mix                    | Zlato | Zlato   | Stříbro | Stříbro | Bronz | Bronz   |
| 4×100 m volný způsob   | Austrálie (AUS) Jack Cartwright Kyle Chalmers Shayna Jacková Mollie O'Callaghanová Flynn Southam Madison Wilsonová Meg Harrisová                            | 3:18,83 | USA (USA) John Alexy Matthew King Abbigail Weitzeilová Katherine Douglassová Christopher Guiliano Olivia Smoligaová Arabella Simsová           | 3:20,82 | Spojené království (GBR) Matthew Richards Duncan Scott Anna Hopkinová Freya Andersonová Jacob Whittle Thomas Dean Lucy Hopeová             | 3:21,68 |
| 4×100 m polohový závod | Čína (CHN) Sü Ťia-jü Čchin Chaj-jang Čang Jü-fej Čcheng Jü-ťie Jen C'-pej Wang I-čchun Wu Čching-feng                                                       | 3:38,57 | Austrálie (AUS) Kaylee McKeownová Izaac Stubblety-Cook Matthew Temple Shayna Jacková Bradley Woodward Samuel Williamson Emma McKeonová         | 3:39,03 | USA (USA) Ryan Murphy Nicolas Fink Victoria Huske Katherine Douglassová Katharine Berkoffová Joshua Matheny Dare Rose Abbigail Weitzeilová | 3:40,19 |

Vysvětlivky
1. 1 2 3 4 5 6 7 8 9 10 11 12 13 14 15 16 17 18 19 20 21 22 23 24 25 26 27 28 29 30 31 32 33 34 35 36 37 38 39 40 41 42 43 44 45 46 47 48 49 50 51 52 53 54 55 56 57 58  Závodník se zúčastnil pouze rozplaveb a obdržel medaili.

## Medailová bilance
V plavání se rozdělilo celkem 42 sad medailí.
| Pořadí | Stát                     |       | Muži    | Muži  | Muži  |         | Ženy  | Ženy  | Ženy    |       | Mix   | Mix     | Mix   |  | Muži + Ženy + Mix | Muži + Ženy + Mix | Muži + Ženy + Mix | Celkem |
| Pořadí | Stát                     | Zlato | Stříbro | Bronz | Zlato | Stříbro | Bronz | Zlato | Stříbro | Bronz | Zlato | Stříbro | Bronz |  |                   |                   |                   | Celkem |
| ------ | ------------------------ | ----- | ------- | ----- | ----- | ------- | ----- | ----- | ------- | ----- | ----- | ------- | ----- |  | ----------------- | ----------------- | ----------------- | ------ |
| 1.     | Austrálie (AUS)          |       | 4       | 2     | 3     |         | 8     | 4     | 2       |       | 1     | 1       | 0     |  | 13                | 7                 | 5                 | 25     |
| 2.     | USA (USA)                |       | 3       | 9     | 5     |         | 4     | 10    | 5       |       | 0     | 1       | 1     |  | 7                 | 20                | 11                | 38     |
| 3.     | Čína (CHN)               |       | 3       | 1     | 2     |         | 1     | 2     | 6       |       | 1     | 0       | 0     |  | 5                 | 3                 | 8                 | 16     |
| 4.     | Francie (FRA)            |       | 4       | 0     | 2     |         | 0     | 0     | 0       |       | 0     | 0       | 0     |  | 4                 | 0                 | 2                 | 6      |
| 5.     | Spojené království (GBR) |       | 2       | 2     | 2     |         | 0     | 0     | 1       |       | 0     | 0       | 1     |  | 2                 | 2                 | 4                 | 8      |
| 6.     | Kanada (CAN)             |       | 0       | 1     | 0     |         | 2     | 1     | 2       |       | 0     | 0       | 0     |  | 2                 | 2                 | 2                 | 6      |
| 7.     | Tunisko (TUN)            |       | 2       | 1     | 0     |         | 0     | 0     | 0       |       | 0     | 0       | 0     |  | 2                 | 1                 | 0                 | 3      |
| 8.     | Litva (LTU)              |       | 0       | 0     | 0     |         | 2     | 0     | 0       |       | 0     | 0       | 0     |  | 2                 | 0                 | 0                 | 2      |
| 8.     | Švédsko (SWE)            |       | 0       | 0     | 0     |         | 2     | 0     | 0       |       | 0     | 0       | 0     |  | 2                 | 0                 | 0                 | 2      |
| 10.    | Itálie (ITA)             |       | 1       | 3     | 0     |         | 0     | 1     | 1       |       | 0     | 0       | 0     |  | 1                 | 4                 | 1                 | 6      |
| 11.    | Jižní Afrika (RSA)       |       | 0       | 0     | 0     |         | 1     | 1     | 0       |       | 0     | 0       | 0     |  | 1                 | 1                 | 0                 | 2      |
| 12.    | Maďarsko (HUN)           |       | 1       | 0     | 0     |         | 0     | 0     | 0       |       | 0     | 0       | 0     |  | 1                 | 0                 | 0                 | 1      |
| 13.    | Nizozemsko (NED)         |       | 0       | 1     | 0     |         | 0     | 0     | 2       |       | 0     | 0       | 0     |  | 0                 | 1                 | 2                 | 3      |
| 14.    | Portugalsko (POR)        |       | 0       | 1     | 0     |         | 0     | 0     | 0       |       | 0     | 0       | 0     |  | 0                 | 1                 | 0                 | 1      |
| 14.    | Polsko (POL)             |       | 0       | 1     | 0     |         | 0     | 0     | 0       |       | 0     | 0       | 0     |  | 0                 | 1                 | 0                 | 1      |
| 14.    | Hongkong (HKG)           |       | 0       | 0     | 0     |         | 0     | 1     | 0       |       | 0     | 0       | 0     |  | 0                 | 1                 | 0                 | 1      |
| 17.    | Japonsko (JPN)           |       | 0       | 0     | 2     |         | 0     | 0     | 0       |       | 0     | 0       | 0     |  | 0                 | 0                 | 2                 | 2      |
| 18.    | Švýcarsko (SUI)          |       | 0       | 0     | 1     |         | 0     | 0     | 0       |       | 0     | 0       | 0     |  | 0                 | 0                 | 1                 | 1      |
| 18.    | Německo (GER)            |       | 0       | 0     | 1     |         | 0     | 0     | 0       |       | 0     | 0       | 0     |  | 0                 | 0                 | 1                 | 1      |
| 18.    | Jižní Korea (KOR)        |       | 0       | 0     | 1     |         | 0     | 0     | 0       |       | 0     | 0       | 0     |  | 0                 | 0                 | 1                 | 1      |
| 18.    | Nový Zéland (NZL)        |       | 0       | 0     | 0     |         | 0     | 0     | 1       |       | 0     | 0       | 0     |  | 0                 | 0                 | 1                 | 1      |
| Celkem | Celkem                   |       | 20      | 22    | 19    |         | 20    | 20    | 20      |       | 2     | 2       | 2     |  | 42                | 44                | 41                | 127    |